# Oedaspis daphnea
Oedaspis daphnea
 es una especie de insecto del género Oedaspis de la familia Tephritidae del orden Diptera. 
Seguy la describió científicamente por primera vez en el año 1930.